# Ulrich L. Lehner
Ulrich L. Lehner (* 1976) ist ein römisch-katholischer Theologe und Historiker.

## Leben
Nach dem Abitur 1996 am Johannes-Turmair-Gymnasium in Straubing erwarb er 1999 den B.A. phil. an der Hochschule für Philosophie München, das Vordiplom in Theologie 1999 an der Ludwig-Maximilians-Universität München, das Diplom in Theologie 2003 in München, Dr. theol. an der Universität Regensburg 2006 (bei Ulrich G. Leinsle mit einer Untersuchung über die Vorsehung bei Immanuel Kant) und die Habilitation in Geschichtswissenschaft 2015 an der Central European University. Von 2004 bis 2006 lehrte er an der Ludwig-Maximilians-Universität München als Assistent von Armin Kreiner, von 2006 bis 2019 als tenured Professor für historische Theologie an der Marquette University. Seit Juli 2019 ist er als Nachfolger des Exegeten John P. Meier Inhaber des William K. Warren Foundation Lehrstuhls ("endowed chair") für Theologie an der University of Notre Dame, die im internationalen Ranking für Religionswissenschaften Platz 1 einnimmt.
Seine Hauptforschungsgebiete sind die Kultur-, Kirchen-, Theologie- und Religionsgeschichte der Frühen Neuzeit, wie etwa der Katholischen Aufklärung und der katholischen Reform. Seine Studien gehören zu den angesehensten Interpretationen für diese Epoche, und der Historiker Carlos Eire (Yale) pries sein Buch The Inner Life of Catholic Reform von 2022 als "a brilliant interweaving of cultural, intellectual, and social history reminiscent of the best histoire total produced by the Annales school." Außerdem erforscht er die Geschichte von Recht, Gewalt und Sexualität. 2023 legte er eine Geschichte des sexuellen Missbrauchs durch Angehörige des Jesuitenordens im 17. und 18. Jahrhunderts vor, die international Anerkennung fand.
Lehner arbeitete sich zunehmend auch in die moderne Geschichte ein und publizierte 2025 eine Biographie Rudolph von Gerlachs, eines Geheimdiplomaten und Spions, der seiner Ansicht nach ein Vorbild für Ian Flemings James Bond gewesen sein könnte. Er beleuchtet seine Rolle als Informationsbeschaffer für den britischen Geheimdienst MI6 in Kitzbühel und Gmund am Tegernsee sowie seine Verbindungen zum deutschen Widerstand gegen Hitler. Lehners Bücher wurden in sieben Fremdsprachen übersetzt.

## Ehrungen und Rufe
2011 wurde Lehners Buch Enlightened Monks mit dem Gilmary Shea Preis der amerikanischen Kirchenhistoriker als bestes Buch des Jahres ausgezeichnet. 2014 erfolgte seine Wahl in die Europäische Akademie der Wissenschaften und Künste, 2018 in die Accademia Ambrosiana. Rufe auf den Warren Chair an der Duke University, Divinity School (2019) und eine Professur für Literaturgeschichte der Goethezeit an der University of Kansas in Lawrence (2013) lehnte er ab.
Lehner ist Mitglied und vormaliger Herodotus Fellow des Institute for Advanced Study in Princeton, war zweimal Distinguished Fellow am Notre Dame Institute for Advanced Study, zweimal Fellow der Earhart Foundation und Senior Fellow der Alexander-von-Humboldt-Stiftung und der Carl Friedrich von Siemens Stiftung. 2022 wurde er zum auswärtigen Mitglied der Academia Europaea gewählt. 2025 war er unter den 6 % der amerikanischen Wissenschaftler, die eine der begehrten Fellowships des National Endowment for the Humanities erhielten, die allerdings den Kürzungen der DOGE zum Opfer fiel.
Als Gastprofessor lehrte er an der Katholischen Universität Eichstätt, der University of Pennsylvania und 2022 an der Universität Hamburg.

## Publikationen (Auswahl)

### Monographien
- Historia Magistra. Zur Archivgeschichte des altbayerischen Kollegiatstiftes SS. Jakobus und Tiburtius in Straubing. Verlag Traugott Bautz, Nordhausen 2003, ISBN 978-3-88309-118-1.
- Kants Vorsehungskonzept auf dem Hintergrund der deutschen Schulphilosophie und -theologie. Leiden 2007, ISBN 90-04-15607-0.
- Enlightened Monks. The German Benedictines 1740–1803. Oxford 2011, ISBN 0-19-959512-7. Gilmary-Shea Preis der amerikanischen Kirchenhistoriker 2011 als bestes Buch zur Kirchengeschichte[20]
- Klostergericht und -kerker. Der „Criminalprocess der Franciscaner“ (1769) (= Religionsgeschichte der frühen Neuzeit; 15). Verlag Traugott Bautz, Nordhausen 2012, ISBN 978-3-88309-786-2
- Mönche und Nonnen im Klosterkerker. Ein verdrängtes Kapitel Kirchengeschichte. Kevelaer 2015, ISBN 978-3-8367-1004-6. Wesentlich erweiterte Ausgabe der amerikanischen Ausgabe von 2013.
- On the Road to Vatican II. German Catholic Enlightenment and Reform of the Church. Fortress Press, 2016, ISBN 978-1-5064-0898-9
- The Catholic Enlightenment. The Forgotten History of a Global Movement. Oxford University Press 2016, ISBN 978-0-19-091228-4.
  - Die katholische Aufklärung. Weltgeschichte einer Reformbewegung. Paderborn 2017, ISBN 3-506-78695-4. Deutsche Übersetzung.
  - Katalikų Apšvieta. Pamiršta pasaulinio judėjimo istorija. Vox Altera, Vilnius 2018, ISBN 978-609-8088-28-1. Litauische Übersetzung.
  - Illuminismo Cattolico. Milan: Edizioni Studium: 2022. ISBN 978-88-382-5130-6. Italienische Übersetzung.
- God is not nice. Rejecting Pop Culture Theology and Discovering the God Worth Living For. Ave Maria Press, Notre Dame 2017, ISBN 978-1-59471-748-2.
  - Dios No Mola. Homo Legens, 2019. ISBN 978-84-17407-58-2. Spanische Übersetzung.
  - Gott ist unbequem. Eine Herausforderung. Herder Verlag, Freiburg im Breisgau 2019. ISBN 978-3-451-03165-6. Deutsche Übersetzung.
  - Deus não é avô. Laisnova - Edição e Formação, 2020, ISBN 978-972-9111-45-7 (portugiesische Übersetzung).[21]
  - Bóg nie Jest Miły. Cracow: W. Drodze: 2020. Polnische Übersetzung.
- Think Better. Unlocking the Power of Reason. Baker Academic Press 2021. ISBN 978-1-5409-6477-9.
- The Inner Life of Catholic Reform. From the Council of Trent to the Enlightenment. Oxford University Press 2022. ISBN 978-0-19-762060-1.
- Inszenierte Keuschheit. Sexualdelikte in der Gesellschaft Jesu im 17. und 18. Jahrhundert. Berlin u. Boston: De Gruyter 2024 (Frühe Neuzeit 254). ISBN 978-3-11-131098-5[22]
- Spion für Papst, Kaiser und British Empire: Das geheimnisvolle Leben des Rudolf von Gerlach. Herder, 2025. ISBN 978-3451399589

### Herausgeber
- Martin Knutzen: Philosophischer Beweis von der Wahrheit der christlichen Religion (1747) (= Religionsgeschichte der Frühen Neuzeit; 1). Verlag Traugott Bautz, Nordhausen 2005, ISBN 978-3-88309-335-2.
- Giovanni Sala: Kant, Lonergan und der christliche Glaube, hrsg. zusammen mit Ronald K. Tacelli. Verlag Traugott Bautz, Nordhausen 2005, ISBN 978-3-88309-236-2.
- Benedikt Poiger: Theologia Ex-magica (1780) oder: Theologie ohne Hexen und Zauberer (1784) (= Religionsgeschichte der Frühen Neuzeit; 4). Verlag Traugott Bautz, Nordhausen 2007, ISBN 978-3-88309-368-0.
- Religion nach Kant: Texte aus dem Werk des Kantianers Johann Heinrich Tieftrunk (= Religionsgeschichte der Frühen Neuzeit; 3). Verlag Traugott Bautz, Nordhausen 2007, ISBN 978-3-88309-394-9.
- Die scholastische Theologie im Zeitalter der Gnadenstreitigkeiten I: Neue Texte von Diego Paez (†1582), Diego del Mármol (†1664) und Gregor von Valencia (†1603) (= Religionsgeschichte der Frühen Neuzeit; 2). Verlag Traugott Bautz, Nordhausen 2007, ISBN 978-3-88309-365-9.
- Johann Nikolaus von Hontheim: Justinus Febronius abbreviatus et emendatus (1777) (= Religionsgeschichte der Frühen Neuzeit; 5). Verlag Traugott Bautz, Nordhausen 2007, ISBN 978-3-88309-445-8
- Johann Nikolaus von Hontheim: Justini Febronii commentarius in suam retractationem (1781) (= Religionsgeschichte der Frühen Neuzeit; 6). Verlag Traugott Bautz, Nordhausen 2007, ISBN 978-3-88309-446-5
- Beda Mayr – Vertheidigung der katholischen Religion (1789). Brill, Leiden, 2009, ISBN 978-90-04-17318-7.
- Paul Simon – The Human Element in the Church of Christ (1936). Mit einer Einführung von Ulrich L. Lehner. Wipf and Stock, Eugene (Oregon), 2016, ISBN 978-1-4982-9309-9.
- Otto Michael Knab’s Fox Fables. Wipe and Stock, Eugene (Oregon), 2017, ISBN 978-1-5326-3293-8.
- Women, Enlightenment and Catholicism. Routledge, London / New York, 2017, ISBN 978-1-138-68763-9.
- mit R. Tacelli: Kontroverse Theologie. Nova et Vetera, 2005.
- mit Michael Printy: Brill’s Companion to the Catholic Enlightenment. Brill, Leiden, 2010, ISBN 978-90-04-18351-3.
- mit Jeff Burson: Enlightenment and Catholicism in Europe. University of Notre Dame Press, 2014. ISBN 978-0-268-02240-2.
- mit G. Roeber, R. Muller: Oxford Handbook of Early Modern Theology, 1500–1800. Oxford University Press, 2016, ISBN 978-0-19-993794-3.
- mit R. Tacelli u. a.: Wort und Wahrheit. Fragen der Erkenntnistheorie. Festschrift für Harald Schöndorf. Kohlhammer, Stuttgart 2019, ISBN 978-3-17-034986-5.
- mit S. Blanchard: Catholic Enlightenment. A Global Anthology. Catholic University of America Press, 2021, ISBN 978-0-8132-3398-7.
- Innovation in Early Modern Catholicism. Routledge, London / New York, 2021, ISBN 978-1-032-05197-0.
- Beda Mayr: A Defence of the Catholic Religion. The Existence, Necessity, and Limits of the Infallible Church. Translated and introduced by U.L. Washington, DC: Catholic University of America Press, 2023, ISBN 978-0-8132-3773-2
- Ludovico Muratori: On the Moderation of Reason in Religious Matters. Translated by U.L. Washington, DC: Catholic University of America Press, 2024, ISBN 978-0-8132-3844-9

### Reihen-Herausgeber
- Early Modern Catholic Sources. Catholic University of America Press (englisch).
- Religionsgeschichte der Frühen Neuzeit – History of Early Modern Religion –. Bautz Verlag
- Catholicisms, c.1450–c.1800. Boydell & Brewer; Durham University Press (englisch).